# Большесардекское сельское поселение
Большесардекское сельское поселение — сельское поселение в Кукморском районе Татарстана.
Административный центр — село Большой Сардек.
Площадь территории составляет 6960 га, из них сельхозугодья — 6423, пашня — 5142, луга — 273, пастбища — 1026, леса — 313, болото — 4, другие земли — 179.

## Состав поселения
- село Большой Сардек
- село Адаево
- село Копки
- село Чишма-Баш
- деревня Аш-Бузи
- посёлок Кара-Елга

## Население
| 2010  | 2011  | 2012  | 2013  | 2014  | 2015  | 2016  |
| ----- | ----- | ----- | ----- | ----- | ----- | ----- |
| 3567  | ↘3564 | ↘3516 | ↘3492 | ↘3464 | ↗3481 | ↘3451 |
| 2017  | 2018  |       |       |       |       |       |
| ↘3438 | ↘3436 |       |       |       |       |       |

Национальный состав — татары.

## Известные люди
- Ания Нурулловна Галимуллина — Заслуженный мастер спорта по лыжным гонкам.